# معاملة المثليين في جزر فارو
تتشابه حقوق المثليات والمثليين ومزدوجي التوجه الجنسي والمتحولين جنسياً (اختصاراً: LGBT) في جزر فارو تشابهاً نسبيا مع تلك الموجودة في الدنمارك. ولكن، كان نسق تقدم حقوق المثليين أبطأ. بينما أصبح النشاط الجنسي المثلي قانونيًا في جزر فارو منذ ثلاثينيات القرن العشرين، لم يكن للشركاء المثليين مطلقًا حق في شراكة مسجلة. في أبريل/نيسان 2016، صوت البرلمان الفاروي على تشريع يقنن زواج المثليين المدني في جزر فارو، معترفًا بزواج المثليين المنشأ في الدنمارك والخارج، ويسمح بتبني المثليين المتزوجين فقط للأطفال. وقد تم التصديق على هذا من قبل البرلمان الدنماركي في أبريل 2017. ودخل القانون حيز التنفيذ في 1 يوليو 2017.

## قانونية النشاط الجنسي المثلي
أصبح النشاط الجنسي المثلي قانونيًا في جزر فارو منذ عام 1933، عندما تم تقنينه في جميع أنحاء مملكة الدنمارك. في ذلك الوقت، تم تحديد سن الرشد بـ 18 عامًا للعلاقات الجنسية المثلية للذكور. في حين خفضت الدنمارك (بما في ذلك «جرينلاند») سن الرضا إلى 15 في عام 1977، مما جعلها محايدة من حيث النوع، فإن جزر فارو المتمتعة بإستقلالية أكبر لم تغير قانون سن الرضا وتساويه حتى عام 1988.

## الاعتراف القانوني بالعلاقات المثلية
أصبح زواج المثليين في الدنمارك قانونيا في عام 2012 ودخل زواج المثليين في جرينلاند حيز التنفيذ في 1 أبريل 2016، ولكن تم رفض محاولة مماثلة في جزر فارو، حتى تم إصدار قانون زواج المثليين في أواخر أبريل 2016.
تم النظر في محاولة لإدخال قانون الشراكات المسجلة الدنماركي في جزر فارو في عام 2007، ولكن لم يتم تقديمه إلى برلمان جزر فارو. في حين تم رفض مشروع قانون زواج المثليين من قبل البرلمان في عام 2014، قبل انتخابات عام 2015. وفي أعقاب تلك الانتخابات، تم طرح مشروع قانون زواج المثليين في البرلمان في سبتمبر 2015. وقد تضمن مشروع القانون المقترح الزواج المدني (فقط، دون إمكانية عقد الزواج في كنيسة جزر فارو) وحقوق التبني الكاملة للأزواج من نفس الجنس بما يتماشى مع قوانين الدنمارك وجرينلاند.
كانت القراءة الأولى لمشروع القانون في 24 نوفمبر 2015 وبدأت القراءة الثانية في 16 مارس 2016، على الرغم من إعادتها إلى اللجنة. تلقت عريضة ضد زواج المثليين 1262 توقيعًا.
تم تقديم مشروع القانون مرة أخرى في 26 أبريل 2016. صوت البرلمان لصالحه في قراءته الثانية ب19 صوتًا و 14 صوتًا ضده. تمت القراءة الثالثة لمشروع القانون في 29 أبريل 2016 وتم تمرير مشروع القانون مرة أخرى بأغلبية 19 صوتًا لصالحه مقابل 14 صوتًا. تلقى مشروع القانون تصديقًا رسميًا في البرلمان الدنماركي في أبريل 2017 وحصل على الموافقة الملكية في الشهر التالي. دخل القانون حيز التنفيذ في 1 يوليو 2017. تم عقد أول حفل زواج مثلي في جزر فارو في 6 سبتمبر 2017.

## التبني وتنظيم الأسرة
يحتوي قانون زواج المثليين الذي صادق عليه برلمان جزر الفارو في 29 نيسان/أبريل 2016 وصادق عليه البرلمان الدنماركي في 25نيسان/أبريل 2017، على أحكام تسمح بتبني الأطفال من قبل الأزواج المتزوجين من نفس الجنس. وقد دخل القانون حيز التنفيذ في 1 يوليو 2017. يمكن للأزواج المتزوجين فقط تبني الأطفال قانونًا ولا يمكن للأفراد غير المتزوجين ولا للشركاء غير المتزوجين.

## الحماية من التمييز
بدأ حظر الدانمارك للتمييز على أساس التوجه الجنسي في عام 1987. اقترح البرلمان الفاروي مشروع قانون مماثل في عام 1988، ولكن تم رفض مشروع القانون مع تصويت عضو واحد فقط لصالحه و 17 صوتًا ضده. لم يتم اقتراح القانون مرة أخرى حتى نوفمبر 2005، عندما تم رفضه مرة أخرى بتصويت 20 عضوا ضده وتصويت 12 عضوا لصالحه. وقد ادعى الأعضاء الذين صوتوا ضده أنه بما أن «المثلية تتعارض مع الكتاب المقدس»، فإن التمييز ضد شخص على هذا الأساس يجب أن تكون مشروعة. كما أدلى نواب فاروي بتصريحات مهينة عديدة، بما في ذلك مساواة الأشخاص المثليين والمثليات ومزدوجي الميول الجنسي والمتحولين جنسيا مع المذنبين والمولعين بالأطفال البيدوفيليين. استقطب التصويت نقد عضو من البرلمان الأيسلندي.
على الرغم من المحاولات التشريعية، لم تصبح القضية مصدرا للمناقشات العامة حتى عام 2006، عندما تعرض الموسيقي مثلي الجنس ومضيف الراديو المعروف راسموس راسموسين للاعتداء من قبل خمسة رجال في تورشافن. ثم بدأ أفراد عائلة راسموسين لتلقي مكالمات هاتفية تهديدية. ومع ذلك، رفضت الشرطة التعامل مع القضية لأنه لم يكن هناك قانون في جزر فارو يحظر التمييز ضد الأقليات الجنسية في ذلك الوقت. جمع عريضة على الإنترنت 20000 توقيع من أجزاء مختلفة من العالم، معظمهم جاءوا أساسًا من الدنمارك وآيسلندا وجزر فارو أنفسهم، وحثوا البرلمان الفاروي على سن تشريعات ضد التمييز على أساس الميول الجنسية. وفي الوقت نفسه، جمعت ثماني نساء من توشهافن 2000 توقيع عبر البريد الإلكتروني من خلال جمع التوقيعات في محلات ومراكز سياحية ومحطات الوقود في جزر فارو.
في ذلك الوقت، أظهر استطلاع أجرته جريدة «سوسيالورين» في جزر فارو أن الجمهور الفاروي منقسم حول هذه القضية.
وافق المشرّعون من جزر فارو بتاريخ 15 كانون الأول/ديسمبر 2006 في تصويت 17 صوتا لصالح مقابل تصويت 15 ضد (17-15)، على إدراج عبارة «التوجه الجنسي» في قانون مكافحة التمييز في جزر فارو، وفيه أن «كل من يدلي ببيان أو غيرها من وسائل الاتصال علنًا أو بقصد النشر في دائرة أوسع والتي تتعرض فيها مجموعة من الأشخاص للتهديد أو الإهانة أو التدهور بسبب عرقهم أو لونهم أو أصلهم القومي أو العرقي أو دينهم أو توججهم الجنسي يعاقبون بدفع غرامة أو بالسجن لمدة تصل إلى سنتين.» عندما دخل القانون حيز التنفيذ في 1 يناير 2007، أصبحت جزر فارو آخر ولاية قضائية (مكان) في شمال أوروبا تحظر التمييز والمضايقة على أساس الميول الجنسية.

## ظروف الحياة
قبل عام 2012، لم تكن حقوق المثليين موضوعا بارزا في جزر فارو.
وقد نظرت البلدان المجاورة ووسائل الإعلام في جميع أنحاء العالم إلى جزر فارو على أنها بلد يكره المثليين ومعاد لهم لفترة طويلة. بشكل عام، كان هذا بسبب الحضور الديني الذي كان أقوى وأكثر انتشارًا في جزر فارو من أي دولة أخرى من بلدان الشمال الأوروبي، ونتيجة لعدم وجود حقوق للمثليين، مثل الاعتراف بالعلاقات المثلية أو الشراكة المسجلة، خاصة عند مقارنتها بالبلدان الشمالية الأخرى. خلق كلا العاملين تصورا بأن سكان جزر فارو كانوا غير متسامحين مع الأفراد المثليين. في الماضي، كان شيطنة المثليين «كوحوش» أو «غريبي الأطوار» من قبل كنائس فاروية أو زعماء دينيين أمرا شائعا جدا، وحتى وقت قريب كانت هناك معرفة ومناقشة محدودة حول مجتمع المثليين والمثليات ومزدوجي التوجه الجنسي والمتحولين جنسيا، مما أدى إلى بقاء العديد من مواطني جزر فارو المثليين في الخزانة وعدم إفصاحهم عن ميولهم المثلية لعدة عقود خوفا من التمييز. كانت هناك أيضا حالات رفض من قبل العائلات والأصدقاء لمن يعلن عن مثليته أو ازدواجية ميوله الجنسية في جزر فارو، كما يضطر الأشخاص المثليين إلى اللجوء إلى بلدان الشمال الأخرى للهروب من التمييز أو من أجل الاعتراف بحقوقهم. حتى أن بعض الذين يعيشون في الخارج رفضوا العودة إلى جزر فارو. علاوةً على ذلك، كان هناك أيضًا عدد من حوادث رهاب المثلية ومعاداة والتمييز والتهجم ضد المثليين جنسيا الشهيرة والتي تم الإبلاغ عنها على نطاق واسع في الصحافة الاسكندنافية.

### حالات وحوادث مشهورة ذات طابع معاد للمثليين وسببها رهاب المثلية
- أثارت مسيرة فخر المثليين الأولى في جزر فارو في عام 2005 الكثير من الجدل والنقد.[24]
- في عام 2005، اضطر أعضاء مجموعة بنات الثوم العظيمة، وهم مجموعة من الذكور النرويجيين الذين كانوا يمارسون أعمالهم المسرحية وعروض الرقص بلباس نسائي، إلى الهروب من أجل إنقاذ حياتهم عندما قامت مجموعة من الشبان، عازمين على الاعتداء عليهم جسديًا، بمطاردتهم في شارع في توشهافن أثناء أدائهم لعروضهم. لم تتعرض المجموعة في أي مكان لهجوم جسدي.[13]
- في عام 2006، تعرض راسموس راسموسين، وهو مغني فاروي شهير، ومؤلف أغاني، وعازف غيتار، ومضيف الراديو، للضرب المبرح على أيدي خمسة رجال في توشهافن، وأُدخل المستشفى بعد وقت قصير من إعلانه عن مثليته الجنسية. ثم نُقل في وقت لاحق إلى مستشفى للأمراض النفسية، إذ عانى من اكتئاب شديد قال أنه تفاقم بسبب الضرب. بعد تقارير إعلامية عن الهجوم، تلقى هو وعائلته مكالمات هاتفية تهديدية.[13] أعرب رئيس الوزراء الدنماركي والمجلس الاسكندنافي عن قلقه من هذه القضية. وفي الوقت نفسه، في مقابلة مع وسائل الإعلام الدنماركية في ديسمبر 2006، قال «راسموسن» إنه سئم من النظرات المتعالية والتعليقات الساخرة من قبل المجتمع الفاروي. لم يتعافى «راسموسن» تماما من هذا الحادث وكافح في السنوات التالية مع اكتئاب نفسي شديد. في العاشر من أكتوبر عام 2012، عُثر عليه منتحرا في بحيرة في الحديقة المركزية في توشهافن.
- في عام 2010، رفض النائب عن «حزب الوسط المسيحي» «ينيس أف رانا» دعوة عشاء مع رئيسة الوزراء الآيسلندية آنذاك يوهانا سيغورذاردوتير، وهي مثلية متزوجة من امرأءة، موضحا أنه فعل ذلك «بسبب آراء الحزب ضد زواج المثليين». وأثار المزيد من الجدل بدعوى أن غالبية سكان جزر فارو يتفقون مع بيانه.[15] تم الإبلاغ عن هذا الحادث على نطاق واسع في الصحافة الاسكندنافية، وأكسبه الكثير من الانتقادات، خاصة من الفارويين، بسبب الطبيعة المدمرة المحتملة لأفعاله في العلاقات الدبلوماسية بين آيسلندا وجزر فارو. كما انتقد البعض «ينيس أف رانا» لإلحاقه الضرر بسمعة جزر فارو.[25]
- في يونيو 2015، كتب «لوغتينغ يوغفان أ لاكيوني»، رئيس مجلس نواب جزر فارو، رسالة إلى محرر جريدة محلية بعنوان "Hvar eru vit á veg؟" (أي «أين نتجه؟»).[26] كتب «يوغفان أ لاكيوني» «يمكننا أن نرى مدى انتقائية [شركة الإذاعة الوطنية الفاروية]»Kringvarp Føroya«- أي مقدار المساحة التي يحصل عليها مجتمع المثليين ورئيس منظمتهم - في حين أن الآخرين، الذين يحاولون التحدث ضدهم، يتم السخرية منهم وتجاهلهم! ثم هناك» بيت الشمال«في تورشافن، الذي الآن فقط قبل» أولافسوكا«، عطلتنا الوطنية المسيحية، سيكون لها ما يسمى ب»dragshow«(عرض ممثلين رجال بلباس امرأءة)، حيث تلعب منظمة المثليين دورا رئيسيا. ما هذا؟ هل هؤلاء الناس لا يشعرون بأي خجل على الإطلاق، يجلبون مثل هذه الثقافة إلى البيت الاسكندنافي؟»[27]

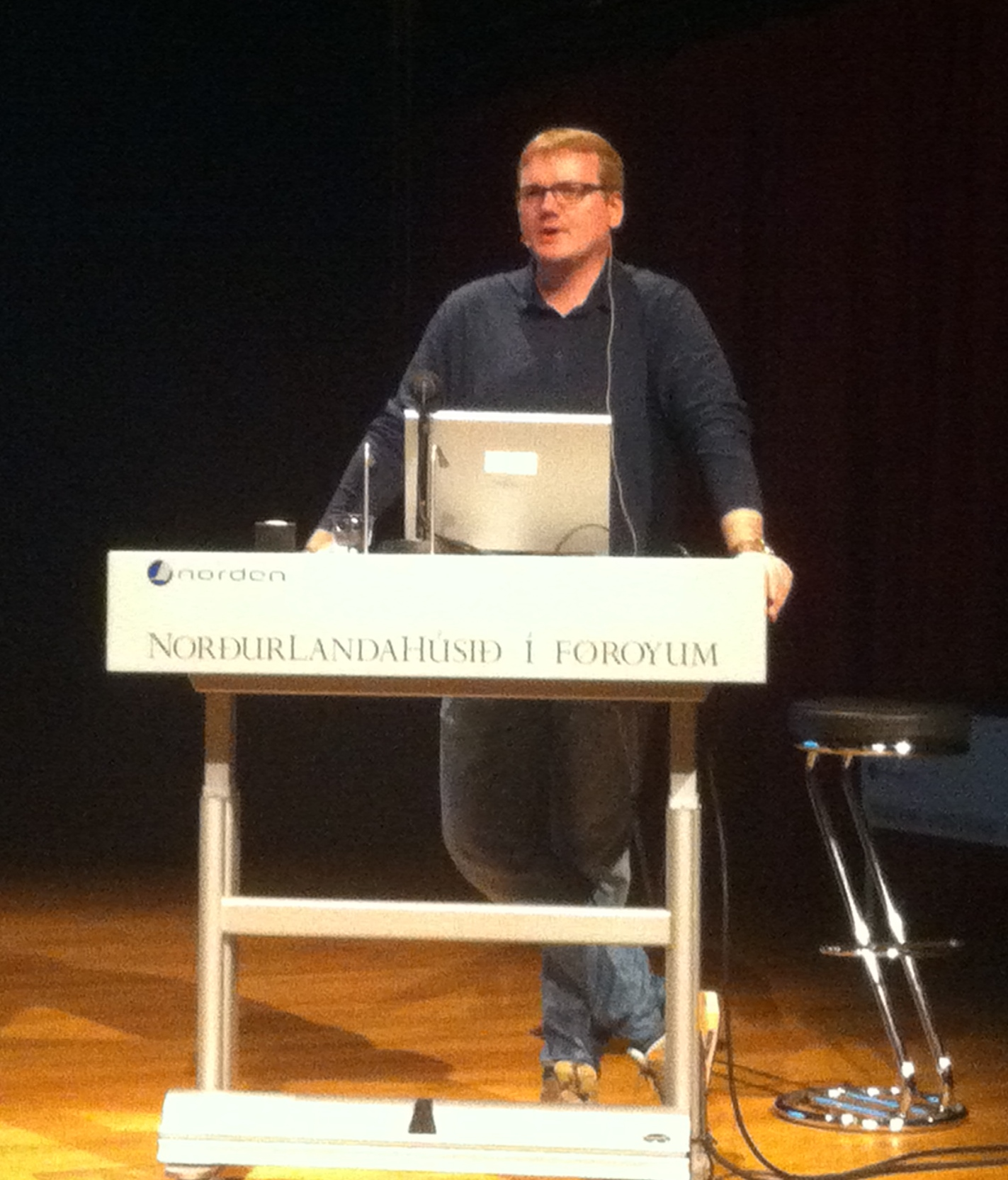
العضو البارز في منظمة إل جي بي تي فورويار, آيلر فاغراكليت في عام 2015.

في آب/أغسطس 2015، كان أحد المواضيع التي حظيت باهتمام كبير نسبياً في حملة الانتخابات العامة لهذا العام هو زواج المثليين. وذكر حزب الوسط «الرب» و «الكتاب المقدس» في عدة مناسبات. في 29 أغسطس 2015، كان هناك لقاء صلاة في الهواء الطلق أمام البرلمان من أجل صلاة الناس من أجل الانتخابات، والزواج بين رجل واحد وامرأة واحدة، لأن المنظمين شعروا بأن المؤسسة المسيحية للمجتمع الفاروي كانت مهددة. أرسل أربعة أعضاء من تجمعات مسيحية مختلفة مناشدة إلى الجمهور للتجمع أمام البرلمان والصلاة. قارن زعيم حزب الوسط «ينيس أف رانا» جمعية إل جي بي تي فورويار للمثليين بجمعية مجموعة راعي البحر للحماية، التي نظمت حملة ضد صيد الحيتان في جزر فارو في عامي 2014 و 2015. زعم «ينيس أف رانا» أن كلا الجمعيتين كانتا تهديدات من الخارج ضد المجتمع الفاروي، لكنه اعتبر جمعية إل جي بي تي فورويار تهديدًا أسوأ، لأن جمعية جمعية مجموعة راعي البحر للحماية، كانت حاضرة فقط في الصيف بينما كانت جمعية إل جي بي تي فورويار في جزر فارو طوال العام وتمثل تهديدًا أكبر بكثير للقيم المسيحية. كرر «ينيس أف رانا» الشيء نفسه في يوليو 2015، مقترحا أنه ينبغي نقل مسيرة فخر المثليين الذي يقام في وسط توشهافن قبيل عطلة «أولافسوكا» الوطنية إلى «هويفيك»، خارج توشهافن، تمامًا كما حدث مع متظاهري صيد الحيتان في عام 2014. رد أيلر فاغراكليت، المتحدث باسم جمعية إل جي بي تي فورويار، على موقع فيسبوك بأنه تأثر بشدة بسبب النقاش حول قانون الزواج في جزر فارو، وخصوصًا بوصف العديد من الأشخاص الفارويين خلال الحملة الانتخابية لمثليي الجنس ب«كبار الخطائين». وأشار «فاغراكليت» أيضا إلى أن كلا من رئيس الوزراء، ورئيس مجلس نواب جزر فارو، وثلاثة كهنة و 800 آخرين قد شاركوا في اجتماع الصلاة أمام البرلمان للصلاة من أجل الانتخابات وضد زواج المثليين.

### التطورات الأخيرة

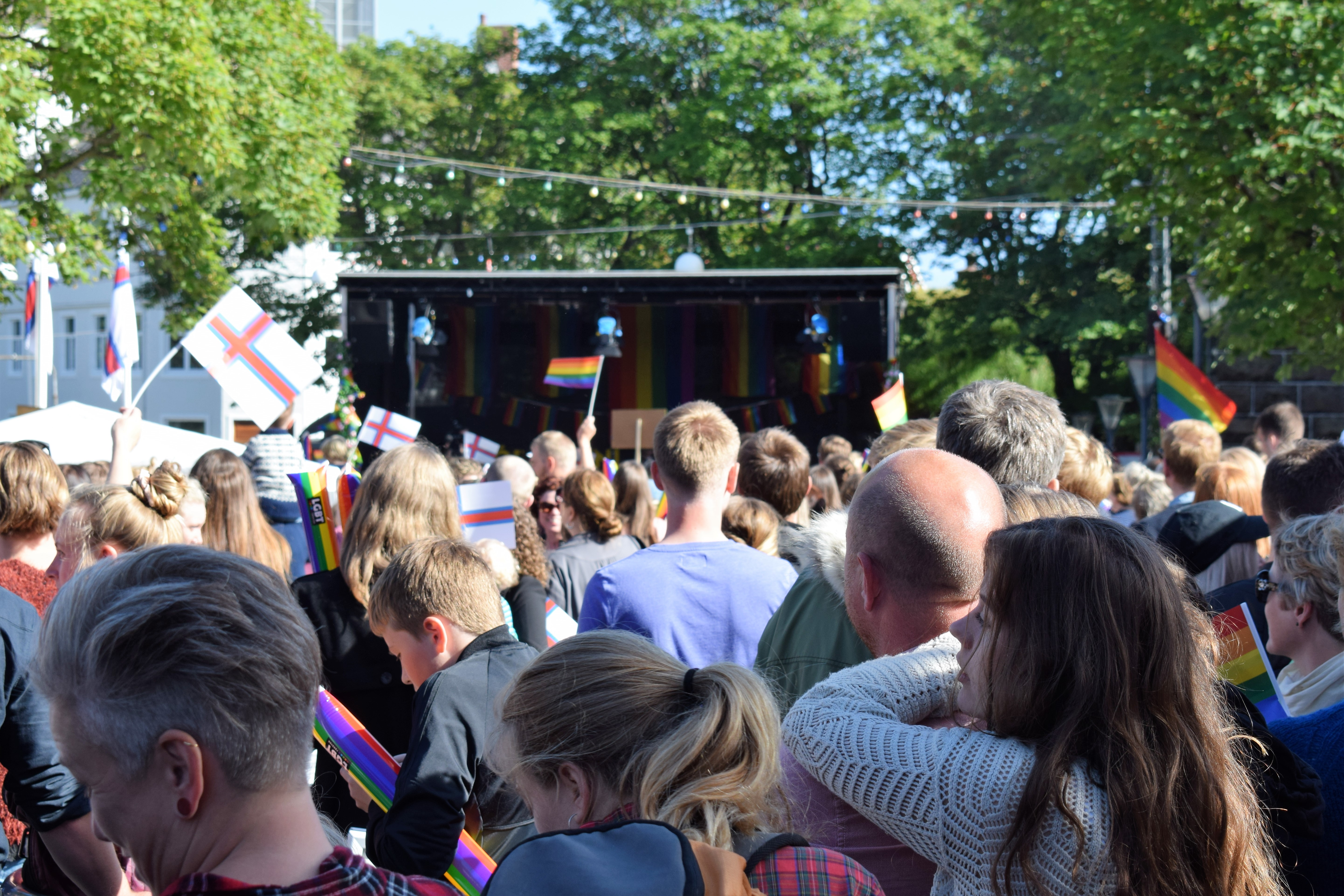
مشاركون في مسيرة فخر فارو للمثليين في عام 2017

أشارت التطورات الأخيرة إلى أن جزر فارو أصبحت أكثر ليبرالية، على الرغم من أن القوانين لا تزال محافظة نسبيا مقارنة ببلدان الشمال الأخرى، ويرجع ذلك جزئيا إلى حظر التمييز ضد المثليين، مما شجع بدوره الكثير على إعلان ميولهم المثلية تم تخفيف المواقف السلبية السابقة تجاه الأفراد المثليين. كما ساعدت المعارض المتنوعة للمثليين ففي الجزر مثل "Hvat er natúrligt؟" (أي «ما الطبيعي؟»)  و«غاي جرينلاند» على زيادة الدعم العام لمجتمع المثليين.
كما تلقى سكان جزر فارو من المثليين دعمًا من شخصيات فاروية مشهورة مثل المغني وكاتب الأغاني إيفور بالسدوتير الذي دافع عن الأشخاص المثليين في مقابلة مع وسائل الإعلام الآيسلندية، قائلاً إنه يجب تجاهل أولئك الذين لديهم آراء ضيقة حول المثليين والمتحولين جنسياً.
على الرغم من التحرر الأخير من المواقف تجاه الأشخاص المثليين، تبقى القيود على ظروفهم المعيشية قائمة. حضور المشهد المثلي الواضح في جزر فارو محدودة للغاية. علاوة على ذلك، لا يزال العديد من أعضاء البرلمان والمسؤولين الحكوميين يحملون المواقف معادية للمثلية الجنسية أو يستخدمون المنطق الديني لانتقاد الأشخاص المثليات والمثليين ومزدوجي التوجه الجنسي والمتحولين جنسيا ويقومون بإعاقة التحركات من أجل زيادة حقوق المثليين. سجلت البلاد مستوى منخفضًا للغاية في كل من تصنيف «خريطة قوس قزح أوروبا 2013» و «خريطة قوس قزح أوروبا 2015».
أصبحت سونيا يوغفانسدوتير أول شخص مثلي أو مثلية الجنس ينتخب في البرلمان الفاروي بعد الانتخابات العامة في سبتمبر 2015. حصلت على 1020 صوتاً، مما جعلها ثالث أكثر السياسيين شعبية في جزر فارو. كانت شخصية بارزة في الكفاح من أجل تقنين زواج المثليين في الجزر.
في السنوات الأخيرة، استقطب «فخر فارو»، الذي يُعقد سنويًا في «توشهافن» في 27 يوليو، حوالي 10% من مجموع سكان جزر فارو. وكان من بين الضيوف والمتحدثين فيه العمدة السابق لتوشهافن «هيذين مورتنسن»، العمدة السابق لريكيافيك يون غنار، السفير الأمريكي السابق لدى الدنمارك «روفوس غيفورد»، الكاهن المحلي «ماريون بايك» ورئيس الوزراء الايسلندي السابق يوهانا سيغورذاردوتير.

## ملخص
| قانونية النشاط الجنسي المثلي                                                                  | (منذ عام 1933)                                               |
| المساواة في السن القانوني للنشاط الجنسي                                                       | (منذ عام 1988)                                               |
| قوانين مكافحة التمييز في التوظيف                                                              | No                                                           |
| قاوانين مكافحة التمييز في توفير السلع والخدمات                                                | No                                                           |
| قوانين مكافحة التمييز في جميع المجالات الأخرى (بما في ذلك التمييز غير المباشر، خطاب الكراهية) | (منذ عام 2007)                                               |
| قوانين مكافحة التمييز المتعلقة بالهوية الجندرية                                               | No                                                           |
| الاعتراف القانوني بالعلاقات المثلية                                                           | (منذ 2017)                                                   |
| زواج المثليين                                                                                 | (منذ عام 2017)                                               |
| تبني أحد الشريكين للطفل البيولوجي للشريك الآخر                                                | (منذ عام 2017)                                               |
| التبني المشترك للأطفال من قبل الأزواج المثليين                                                | (منذ عام 2017)                                               |
| السماح للمثليين والمثليات ومزدوجي التوجه الجنسي والمتحولين جنسيا بالخدمة علنا في الجيش        | (منذ عام 1978؛ الدنمارك مسؤولة عن الدفاع)                    |
| الحق في تغيير الجنس القانوني                                                                  | (في الانتظار)                                                |
| تأجير الأرحام التجاري للأزواج المثليين من الذكور                                              | (محظور وغير قانوني لجميع الأزواج بغض النظر عن التوجه الجنسي) |
| الحصول على أطفال أنابيب للمثليات                                                              | No                                                           |
| السماح للرجال الذين يمارسون الجنس مع الرجال بالتبرع بالدم                                     | [ 44 ]                                                       |